# リクーザ (小惑星)
リクーザ (1514 Ricouxa) は、小惑星帯の小惑星。フローラ族のサブグループであるアムネリス族に属する。
マックス・ヴォルフがハイデルベルクで発見した。名前の由来は不明である。